# Estación solar de Masca
La estación solar de Masca es un importante yacimiento arqueológico de la cultura guanche ubicado en el noroeste de la isla de Tenerife —Islas Canarias, España—.
Se sitúa en la zona de la Degollada de Yeje, en el municipio de Buenavista del Norte. Fue declarada Bien de Interés Cultural en 2006 por el Gobierno de Canarias con la categoría de Zona Arqueológica.
Se cree que fue un santuario de montaña destinado a las celebraciones de ritos relacionados con la fertilidad y la petición de agua de lluvia durante épocas de sequía.

## Características
Es considerado un yacimiento único en la isla, si bien algunas de sus características sí son comunes con otros yacimientos del archipiélago canario. En el enclave se encuentran un conjunto de cazoletas y canalillos asociados a rituales imploratorios de lluvia que consistían en el vertimiento de líquidos como leche, agua, manteca y sangre. Entre las representaciones iconográficas que se encuentran en el yacimiento destaca un motivo circuliforme que se ha identificado como un disco solar. Además, se encuentra un motivo pisciforme identificado a su vez como un símbolo de la fecundidad. También fue hallada una cueva de enterramiento en el lugar.
La representación identificada con el Sol —al que los guanches llamaban Magec—, es un círculo con nueve rayos grabados que se unen en la zona central del símbolo, con un diámetro de 35 por 33 cm. Dicho grabado solar tiene una orientación Norte-Sur, y se encuentra asociado a tres grandes recipientes excavados en la toba. Las representaciones solares son comunes en las Islas Canarias, lo que denota un culto astral orientado a los equinoccios.
En cuanto a la representación identificada con el pez, este está grabado en alto relieve y se halla ubicado en una superficie dispuesta en posición vertical y orientada al Este. La figura pisciforme mide 1,25 m de la cabeza a la cola en la parte superior y 1 m si se computa la medida desde la parte inferior. El pez ha sido identificado como un signo de fecundidad —esto es común a las culturas bereberes de Libia—, en donde se asocia al falo y a la fertilidad masculina.
La función del lugar en época prehispánica y su cercanía a una cueva de enterramiento hacen pensar que los rituales de libación parecen estar relacionados con el culto a los muertos. Posiblemente los guanches creerían en la intercesión de los espíritus de los antepasados ante las divinidades. El yacimiento también parece estar asociado al volcán Teide, pues desde el sitio en el que se halla emplazada la representación solar es posible observar la cúspide del volcán, al que se halla orientado.